# جک دورستون
جک دورستون (انگلیسی: Jack Durston؛ ۱۱ ژوئیه ۱۸۹۳ – ۸ آوریل ۱۹۶۵) بازیکن کریکت، و بازیکن فوتبال اهل بریتانیا بود.
از باشگاه‌هایی که در آن بازی کرده‌است می‌توان به باشگاه فوتبال بدفورد تاون، باشگاه فوتبال کویینز پارک رنجرز، باشگاه فوتبال رویال انجینیرز، باشگاه فوتبال ابسفلیت یونایتد، و باشگاه فوتبال برنتفورد اشاره کرد.